# Zephronia clivicola
Zephronia clivicola är en mångfotingart som beskrevs av Pocock 1890. Zephronia clivicola ingår i släktet Zephronia och familjen Zephroniidae. Inga underarter finns listade i Catalogue of Life.